# Deus Ex: Invisible War

Deus Ex: Invisible War (eller Deus Ex 2) är ett actionäventyrsspel för Windows och Xbox, skapat av Ion Storm och distribuerat av Eidos Interactive. Spelet bygger på en modifierad version av Unreal 2-motorn, och är en uppföljare till Deus Ex.

## Handling
Invisible War utspelar sig 20 år efter Deus Ex - år 2072. 20 år tidigare inträffade en mystisk global krasch som totalt förstörde det globala nätverket, ekonomin och religioner. Denna krasch är känd som Den Stora Kollapsen.
WTO (World Trade Organization) leds av ordförande Chad Dumier, och är en kapitalistisk organisation som håller koll på världshandeln och uppmuntrar en ny global marknad, precis som den var innan Kollapsen. Eftersom många finansiella institutioner gick under vid Kollapsen har nu WTO den finansiella makten i världen.
Världskyrkan är en ny global religion som har ersatt ruinerna av dåtidens globala religioner. Den leds av Nicolette DuClare - känd som Hennes Höghet bland dyrkare, men även sedd som en profet på grund av alla texter hon skrivit.
Det finns även en ny internationell svart marknad, mestadels styrd av Omar - en grupp ryska forskare som har gått så långt in i teknologin att de nästan blivit en ny livsform.
Ur askan reser sig även Tarsus Academy. På utsidan är Tarsus ett företag som tränar personal som sedan hyrs av andra företag - främst som säkerhetsvakter och för övervakning. Men en dag förstörs hela Chicago på mindre än 30 minuter genom någon form av nano-detonator. Attacken var riktad mot Tarsus, det vet personalen - men vem utförde attacken, och varför? Vad döljer Tarsus Academy egentligen?
I Invisible War spelar man som Alex Denton - man kan välja om karaktären skall vara man eller kvinna, men det spelar ingen roll vilket man väljer. Till skillnad från första spelet finns nu mindre av RPG-sidan och mer av FPS. Det finns inga skill-points, man kan ha högst 6 biomods - men valfriheten är i sig större. Genom spelets gång får man välja vilken sida man ska stödja - kyrkan, WTO eller Tarsus - men ju längre spelet går, desto fler och olika val får man.

## Kritik
Invisible War fick kritik av spelare som tyckte om första spelet. Bland annat har det förts fram att det inte finns några skill points, att biomods är för få och för lika de som fanns i första spelet, samt att vapnen inte är alltför olika de som finns i andra spel. Banorna är även de för små, och spelet är hackigt på ett flertal ställen - fastän man spelar på X-Box eller en dator där kraven ligger långt över de som står på fodralet.
Redan när demoversionen gick att ladda ner fick spelet kritik, och många spelare försökte få Eidos och Ion Storm att fördröja spelet och förbättra det. Trots klagomålen släpptes spelet till jul 2003, kort därefter en patch. Invisible War hade ingen editor, något många fans hade hoppats på för att själva kunna förbättra spelet.
Invisible War fick slätstrukna betyg i tidningar och tidskrifter. Spelet Thief: Deadly Shadows bygger på Invisible Wars motor.

## Uppföljare
Den tredje delen i serien, som går under namnet Deus Ex: Human Revolution, släpptes den 26 augusti 2011.